# 鵜殿駅
鵜殿駅（うどのえき）は、三重県南牟婁郡紀宝町鵜殿にある、東海旅客鉄道（JR東海）紀勢本線の駅である。
新宮方面へ進むと直ぐに和歌山県であり、三重県では最南端かつ最西端の駅である。

## 歴史
- 1940年（昭和15年）8月8日：鉄道省紀勢西線（現・紀勢本線）紀伊木本駅（現・熊野市駅） - 新宮駅間延伸時に開設[1]。
- 1959年（昭和34年）7月15日：線路名称改定。紀勢西線が紀勢本線へ編入、同線の駅となる[1]。
- 1980年（昭和55年）10月1日：専用線発着を除く貨物取扱廃止[2]。
- 1985年（昭和60年）3月14日：荷物扱い廃止[2]。
- 1986年（昭和61年）11月1日：無人駅化[3][4]。
- 1987年（昭和62年）4月1日：国鉄分割民営化に伴い、JR東海・JR貨物の駅となる[1]。
- 1994年（平成6年）10月1日：コンテナ貨物取扱開始[2]。
- 2013年（平成25年）3月16日：コンテナ貨物取扱廃止、定期貨物列車発着消滅[5]。
- 2016年（平成28年）4月1日：亀山駅 - 当駅間貨物営業廃止に伴い、JR貨物の駅が廃止[6]。

## 駅構造
島式ホーム1面2線を有する列車交換可能な地上駅。ホームがある上下本線の他に、以前は、貨車・機関車留置用側線があった。駅舎とホームは構内踏切で連絡している。本線はJR東海管轄である。以前存在した側線は、JR貨物管轄であった。
構内南側に、開業時からの木造駅舎を備える。駅舎内にはシャッターが閉まった状態ではあるが出札口や小荷物台が残っている。熊野市駅管理の無人駅であるが駅の事務室は使用されており、貨車入換作業を行う職員休憩室として利用されている。2016年の貨物取扱廃止に伴い、事務室は使用されなくなった。なお、毎年8月17日の熊野大花火大会の当日には、出札口を使用して、往復乗車券の臨時発売を行っている。

### のりば
| 番線 | 路線      | 方向 | 行先             |
| ---- | --------- | ---- | ---------------- |
| 1    | ■紀勢本線 | 下り | 新宮方面         |
| 2    | ■紀勢本線 | 上り | 尾鷲・名古屋方面 |

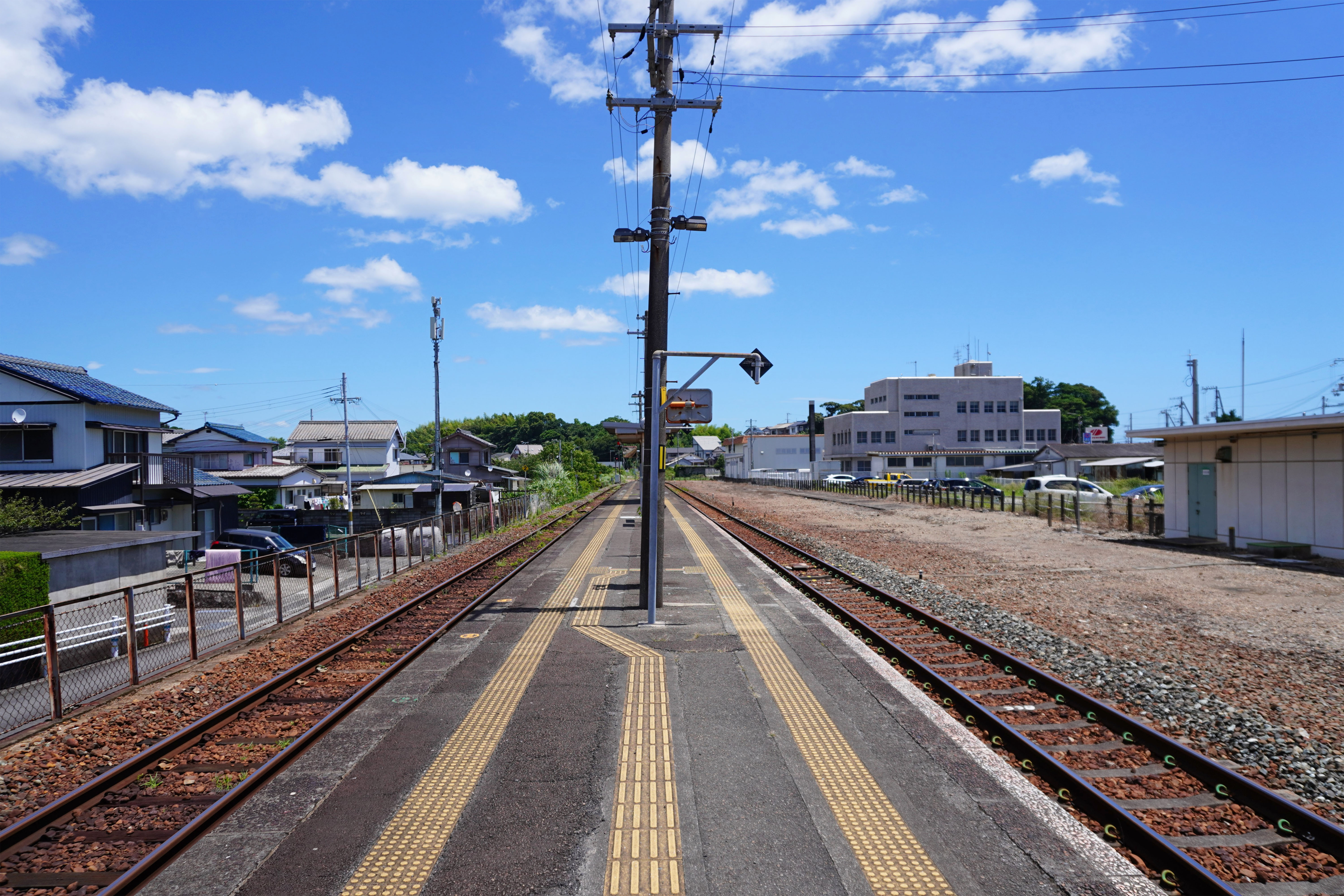
ホーム（2023年7月）
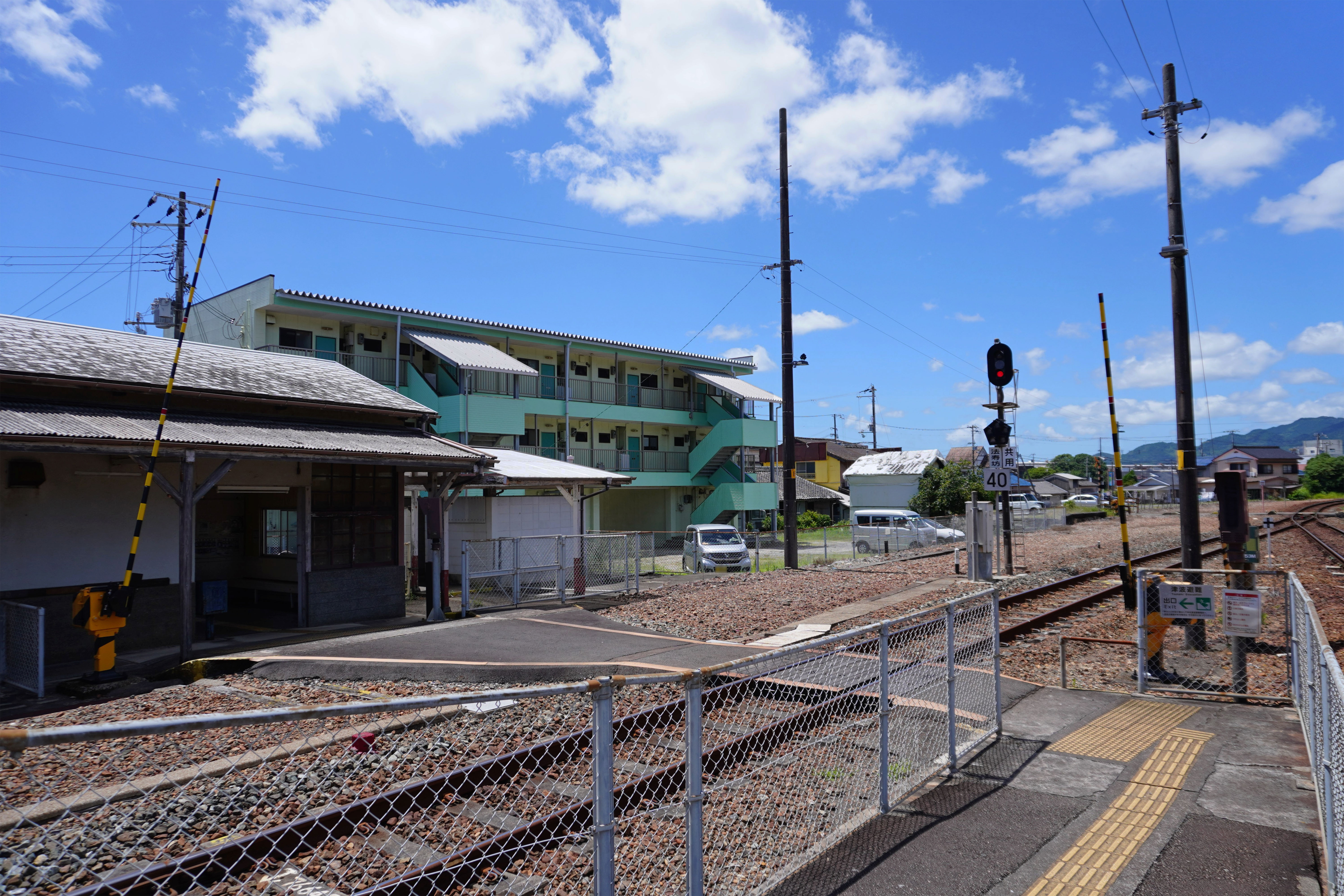
構内踏切（2023年7月）

### 貨物取扱・専用線

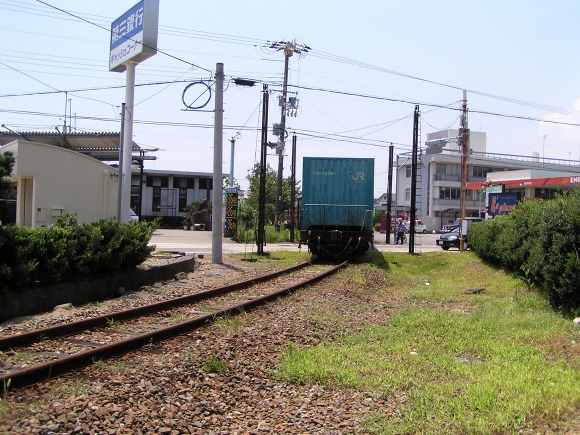
鵜殿駅から分岐する専用線（2005年8月）

JR貨物の駅は専用線発着コンテナ貨物取扱駅となっていたが、2013年3月改正で通年休止の臨時車扱貨物取扱駅となり、2016年4月の亀山駅 - 当駅間貨物営業廃止に伴い、正式に廃止された。
以前は、当駅構内から、南方にある北越紀州製紙紀州工場へ続く専用線が分岐していた。総延長は約3kmで、全線非電化である。線内入換作業は日本通運小型ディーゼル機関車が担当していた。
この路線は主に紙製品発送に使用されていた。工場内に貨物ホームがあり、コンテナ車にコンテナを搭載したまま紙製品の積込作業が行われた。発送先は東京貨物ターミナル駅であった。
以前はコンテナでは無く有蓋車で製品を輸送していたが、1994年10月にコンテナ化された。当時は品川駅へ発送していた。また、工場で使用する液体塩素等の化学薬品も到着していた。
貨物列車は1日1往復、駅を発着する高速貨物列車があった。稲沢方面との間で運行されていたが、稲沢発列車は一度当駅を通過し、新宮駅で折り返した後、当駅へ到着していた。稲沢行列車も同じく一度新宮駅を経由していた。2008年3月ダイヤ改正に伴い、新宮駅経由運行は行わなくなり、当駅から直接発着するようになるも、その5年後の2013年3月16日ダイヤ改正後に北越紀州製紙が船舶輸送へ切替えることを表明したため、前日の15日付けで運行終了した。末期発着時刻は、9時36分着、15時40分発であった。稲沢駅まで国鉄DD51形ディーゼル機関車がJR貨物コキ100系貨車7両を引き、稲沢駅でDD51を切り離した後、東京貨物ターミナル駅で荷下ろしされた。紀勢本線の急勾配を乗越えるため、2008年まではDD51を2両連結して運行していた。

## 利用状況
「三重県統計書」によると、近年の1日平均乗車人員の推移は以下の通り。
| 年度   | 1日平均 乗車人員 |
| ------ | ---------------- |
| 1998年 | 174              |
| 1999年 | 176              |
| 2000年 | 169              |
| 2001年 | 180              |
| 2002年 | 172              |
| 2003年 | 157              |
| 2004年 | 146              |
| 2005年 | 148              |
| 2006年 | 158              |
| 2007年 | 153              |
| 2008年 | 138              |
| 2009年 | 123              |
| 2010年 | 141              |
| 2011年 | 125              |
| 2012年 | 130              |
| 2013年 | 123              |
| 2014年 | 117              |
| 2015年 | 128              |
| 2016年 | 125              |
| 2017年 | 120              |
| 2018年 | 107              |
| 2019年 | 111              |

## 駅周辺
紀宝町鵜殿北東部外れに位置するが、駅前には商店等が立地する。鵜殿は旧紀州製紙（現・北越コーポレーション）の企業城下町と言われる。2006年1月の合併まで周辺は南牟婁郡鵜殿村で、当時は日本で一番面積が小さい村として知られていた。駅を出て駅前の国道を右に折れると当駅から分岐する北越紀州製紙への専用線の踏切に当たり、左に行くと同社の工場や鵜殿の港へ、真直ぐ行くと鵜殿地区の中心部に至る。
専用線踏切は手動であり、列車が通る時のみ係員がやって来て踏切を操作、遮断機を閉める。紀勢本線新宮方面列車は当駅を出るとこの貨物線を左に分けて、やがて三重県と和歌山県の境をなす熊野川を渡る。熊野川対岸は和歌山県新宮市の市街地で、やがて新宮駅に到着することとなる。熊野川中央部の県境から、橋梁と丹鶴トンネルとの境目にある会社境界までの間が、JR東海で唯一和歌山県内にある区間となる。
- 紀宝町役場（旧・鵜殿村役場）
- 紀宝警察署（旧・鵜殿警察署）
- 紀宝町立鵜殿小学校
- 北越コーポレーション紀州工場
- 鵜殿港
- 鵜殿郵便局
- 紀宝町立鵜殿図書館
- 三重交通「鵜殿駅前」停留所
- 主婦の店 パシフィックマーケット

## 隣の駅
東海旅客鉄道（JR東海）
■紀勢本線
紀伊井田駅 - 鵜殿駅 - 新宮駅